# Sistema Double Cross
O Sistema Double Cross ou Sistema XX, foi uma operação da Segunda Guerra Mundial de antiespionagem e embuste britânico do braço de inteligência militar, o MI5. Agentes nazistas, na Grã-Bretanha, foram capturados ou se entregaram e foram utilizados pelos ingleses para transmitir principalmente desinformação para seus controladores nazistas. Suas operações foram supervisionadas pelo Comitê Vinte, sob a presidência de John Cecil Masterman. O nome da comissão vem do número 20 em algarismos romanos: "XX".
A política do MI5 durante a guerra era inicialmente para usar o sistema de contraespionagem. Foi somente mais tarde que o seu potencial para fins de artifício foi realizada. Os agentes de ambos os serviços de inteligência alemão, o Abwehr e Sicherheitsdienst (SD), foram apreendidos. Muitos dos agentes que chegaram ao litoral britânico se entregaram às autoridades. Outros ainda foram apreendidos quando cometeram erros elementares durante suas operações. Mais tarde, os agentes foram instruídos para manter contato com agentes no lugar que, desconhecido para o Abwehr, já eram controlados pelos britânicos. O Abwehr e SD enviou agentes ao longo de vários meios, incluindo lançamento de paraquedas, submarinos e de viagens através de países neutros. A última rota era a mais usada com os agentes, muitas vezes representando refugiados. Após a guerra, foi descoberto que todos os agentes que a Alemanha enviou para a Inglaterra se entregaram ou foram capturados, com a possível exceção de um que se suicidou.

## Métodos de operação
A principal forma de comunicação que os agentes utilizados com os manipuladores de escrita secreta. Cartas foram interceptados pela censura postal autoridades e alguns agentes foram capturados por este método. Mais tarde na guerra, séries sem fio foram fornecidos pelos alemães. Eventualmente, as transmissões que se apresente de um agente duplo foram facilitados pela transferência da operação do conjunto para o quartel-general do MI5 em si. Do lado britânico, uma ajuda essencial na luta contra o Abwehr e SD foi a quebra do alemão cifras. Com as cifras na mão Abwehr estava rachada no início da guerra, e as cifras na mão da SD e as cifra s seguiam a partir daí. A inteligência permitiu uma avaliação precisa de saber se a agentes duplos eram realmente confiáveis pelos alemães e que efeito tiveram suas informações.[carece de fontes?]
Um aspecto crucial do sistema foi a necessidade de informação real a ser enviado juntamente com o material engano. Esta necessidade causou problemas em uma base regular no início da guerra, com aqueles que controlavam a liberação de informações ainda relutantes em fornecer uma pequena quantidade de material relativamente inócuo genuíno. Mais tarde na guerra, como o sistema tornou-se um conjunto mais coerente e verdadeira informação foi integrado no sistema engano. Por exemplo, um dos agentes enviados informação genuína sobre Operação Tocha para os alemães. Foi um carimbo antes da aterragem, mas devido a atrasos deliberadamente introduzidas pelas autoridades britânicas, a informação não chegar os alemães, até depois que as tropas aliadas estavam em terra. As informações impressionou os alemães como ele apareceu até a data de antes do ataque, mas foi militarmente inútil para eles.[carece de fontes?]

## Funcionamento fora do Reino Unido
Não foi só no Reino Unido que o sistema foi operado. Uma série de agentes conectados com o sistema fosse executado em Espanha e Portugal. Alguns até tiveram contato direto com os alemães na Europa ocupada. Um dos mais famoso dos agentes que operavam fora do Reino Unido foi de Triciclo. Houve até um caso em que um agente começou a correr operações engano independente de Portugal com pouco mais de guias, mapas e uma imaginação muito vívida para convencer seus manipuladores da Abwehr que ele estava espiando no Reino Unido. Este agente, Garbo, criou toda uma rede de fantasma de subagentes e, finalmente, conseguiu convencer as autoridades britânicas que ele poderia ser útil. Ele e seu fantasma subagentes foram absorvidos pelo sistema principal e ele se tornou tão respeitado pelo Abwehr que eles pararam de agentes de desembarque na Grã-Bretanha depois de 1942. Eles, assim, tornou-se totalmente dependentes das informações falsas que lhes foi alimentada pela rede Garbo e os outros agentes Double Cross.[carece de fontes?]

## Resultados
Masterman expressou a opinião de que, como consequência da eficácia da Double Cross, pelo início de 1941, "nós [MI5] activamente operamos e controlavámos a espionagem alemã neste país [Reino Unido]." Isto foi confirmado após o término da guerra.[carece de fontes?]

## Engano
Durante a Blitz  outros ataques aéreos no Reino Unido durante a Segunda Guerra Mundial, os britânicos observou que bombas V-1 foram caindo 2-3 milhas curta de Trafalgar Square  (a verdadeira Luftwaffe visando aspectos como a Tower Bridge eram desconhecidas para os britânicos). Para Duncan Sandys foi dito para começar ter controle de agentes alemães controlados pela MI5, tais como Zig Zag o relatório da V-1 para a Alemanha. Para fazer os alemães encurtarem os objetivos, os britânicos usaram o agente duplo para exagerar no número de V-1 caindo no norte e no oeste de Londres, e não ao relatório, quando possível, as do sul e leste.
Por exemplo, cerca de 22 de junho de 1944, apenas um de sete impactos foi relatado como sendo a sul do Tâmisa, quando ¾ dos impactos tinha estado lá. Apesar de a Alemanha ser capaz de traçar uma amostra de V-1 que tinha transmissores de rádio, que confirmou que eles tinham falhado, a telemetria foi desconsiderada em favor da inteligência humana.[carece de fontes?]
Quando o 65º Exército Alemão recebeu um falso relatório do duplo V-1, que houve danos consideráveis em Southampton, que não tinha sido um alvo do V-1 foram temporariamente visando as portas da Costa Sul. V1S eram extremamente poderosos. Como resultado, a duplo blefe também causou o realvejamento de Londres, e não apenas a imprecisa pontaria. No entanto, quando V-1 foi lançado a partir de Heinkel He 111 em Southampton no dia 07 de julho eram imprecisos, Frederick Lindemann, recomenda o relatório dos agentes que o ataque provocou "grandes perdas", a fim de salvar centenas de londrinos a cada semana, à custa de apenas algumas vidas nos portos. Quando o Gabinete aprendeu em 15 de agosto do "engano", Herbert Morrison disse que não tinha o direito de decidir que um homem deve morrer, enquanto outro deve sobreviver, mas a decepção foi aprovado para continuar.[carece de fontes?]
Além disso, quando a blitz do subsequente foguete V-2 começou com poucos minutos de lançamento de impacto, a blefe foi maior, proporcionando locais reais (realmente danificado pelos bombardeios) em impactos em Londres, mas foi alvejado pelo impacto que tinha caído 5-8 milhas "mais curta" do centro de Londres.  Da mmetade de Janeiro até a metade de fevereiro de 1945, o ponto médio dos impactos do V-2 deslocou ao leste, numa taxa de um par de milhas por semana, com mais e mais V-2 aquém do centro de Londres.